# Districte de Břeclav
El districte de Břeclav - (txec) Okres Břeclav - és un districte de la regió de Moràvia Meridional, a la República Txeca. La capital és Břeclav.

## Llista de municipis
Bavory -
Boleradice -
Borkovany -
Bořetice -
Brod nad Dyjí -
Brumovice -
Břeclav -
Březí -
Bulhary -
Diváky -
Dobré Pole -
Dolní Dunajovice -
Dolní Věstonice -
Drnholec -
Hlohovec -
Horní Bojanovice - 
Horní Věstonice -
Hrušky -
Hustopeče -
Jevišovka -
Kašnice -
Klentnice -
Klobouky u Brna -
Kobylí -
Kostice -
Krumvíř -
Křepice -
Kurdějov -
Ladná -
Lanžhot -
Lednice -
Mikulov -
Milovice -
Moravská Nová Ves -
Moravský Žižkov -
Morkůvky -
Němčičky -
Nikolčice -
Novosedly -
Nový Přerov -
Pavlov -
Perná -
Podivín -
Popice -
Pouzdřany -
Přítluky -
Rakvice -
Sedlec -
Starovice -
Starovičky -
Strachotín -
Šakvice -
Šitbořice -
Tvrdonice -
Týnec -
Uherčice -
Valtice -
Velké Bílovice -
Velké Hostěrádky -
Velké Němčice -
Velké Pavlovice -
Vrbice -
Zaječí